# 施洛斯貝格山
47°28′23″N 8°18′22″E / 47.47315°N 8.30620°E

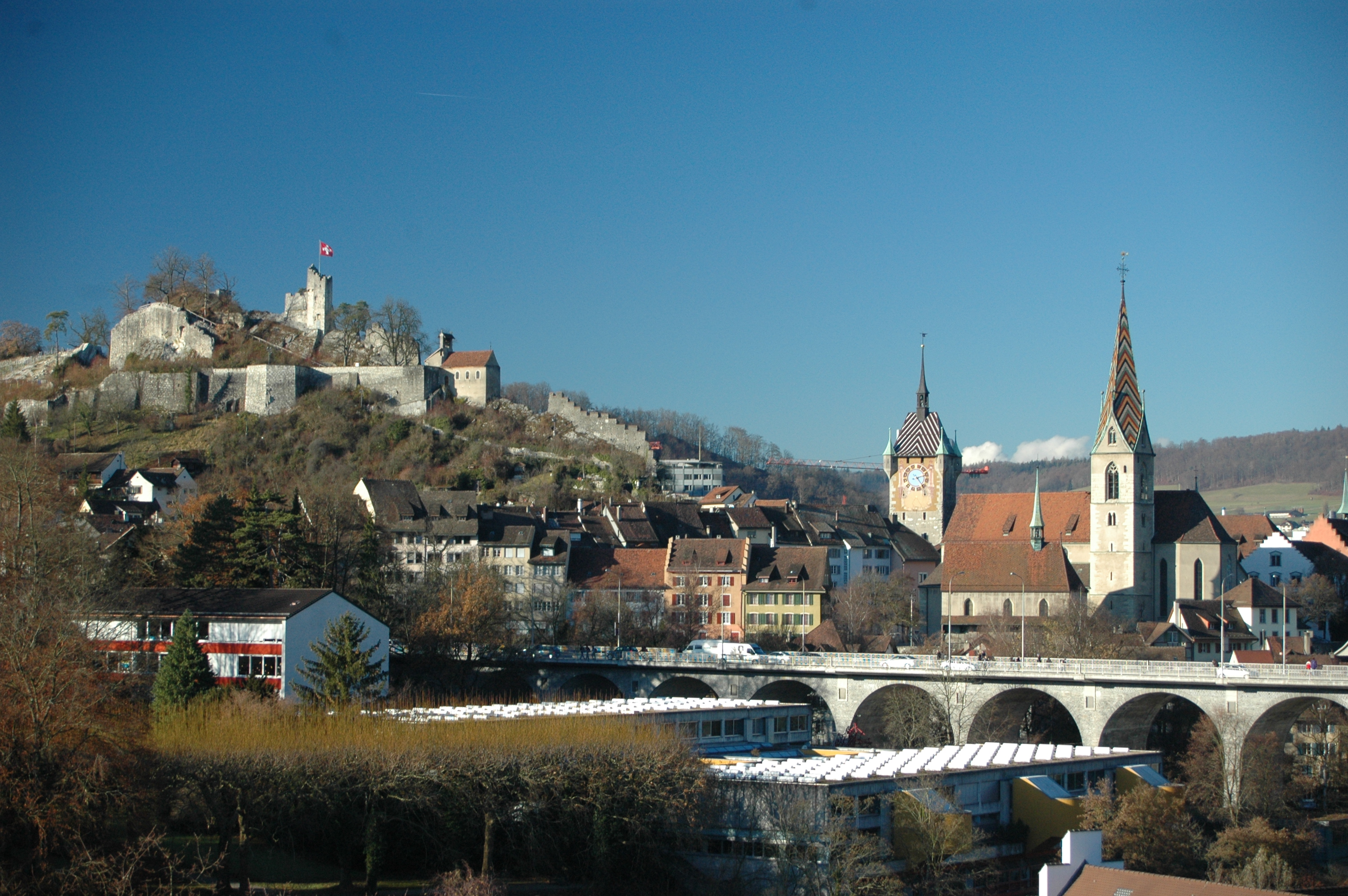

施洛斯貝格山（德語：Schlossberg），是瑞士的山峰，位於該國北部阿爾高州，由巴登負責管轄，屬於汝拉山的一部分，海拔高度457米，山頂有一處中世紀城堡的遺跡。